# Whymperia minor
Whymperia minor är en stekelart som först beskrevs av Szepligeti 1916.  Whymperia minor ingår i släktet Whymperia och familjen brokparasitsteklar.

## Underarter
Arten delas in i följande underarter:
- W. m. signata
- W. m. persimilis